# Royal Dano
Royal Edward Dano Sr. (n. 16 noiembrie 1922, New York City, New York, SUA – d. 15 mai 1994, Los Angeles, California, SUA) a fost un actor american. Într-o carieră de 46 de ani, el a fost probabil cel mai bine cunoscut pentru roluri de cowboy, ticăloși și ca Abraham Lincoln (și ca vocea lui Lincoln în Great Moments with Mr. Lincoln la Târgul mondial din 1964/1965 din New York).
Ultimul său rol de film a fost în adaptarea romanului lui King, Jumătatea întunecată din 1993.

## Biografie
Dano s-a născut în New York, ca fiul Mariei Josephine (născută O'Connor), o imigrantă irlandeză, și al lui Caleb Edward Dano, un tipograf de ziare.

## Filmografie
- Undercover Girl (1950) - The Moocher
- Under the Gun (1951) - Sam Nugent
- The Red Badge of Courage (1951) - The Tattered Soldier
- Flame of Araby (1951) - Basra
- Bend of the River (1952) - Long Tom
- Carrie (1952) - Captain (nemenționat)
- Johnny Guitar (1954) - Corey
- The Far Country (1954) - Luke
- The Trouble with Harry (1955) - Deputy Sheriff Calvin Wiggs
- Gunsmoke (1955-1971, serial TV) - Henry Mather / Watney / Gideon Hale / Jessup / Jefferson Dooley / Rory Luken / Lambert Haggen / Praylie / Bender / Seth Tandy / Obie Tater
- Tribute to a Bad Man (1956) - Abe
- Moby Dick (1956) - 'Elijah'
- Santiago (1956) - Lobo
- Tension at Table Rock (1956) - Harry Jameson
- Crime of Passion (1957) - Police Capt. Charlie Alidos
- All Mine to Give (1957) - Howard Tyler
- Father Knows Best (1957, serial TV) - Sageman
- Trooper Hook (1957) - Mr. Trude, Stage Driver
- Man in the Shadow (1957) - Aiken Clay
- The Millionaire (1957, serial TV) - Hap Connolly
- Alfred Hitchcock Presents (1957-1960, serial TV) - Mr. Atkins / Martin Ross
- Saddle the Wind (1958) - Clay Ellison
- Handle with Care (1958) - Al Lees
- Man of the West (1958) - Trout
- Never Steal Anything Small (1959) - Words Cannon
- These Thousand Hills (1959) - Ike Carmichael
- The Boy and the Bridge (1959) - Evangelist
- Face of Fire (1959) - Jake Winter
- Wanted: Dead or Alive (1959, serial TV) - Charlie Wright
- Hound-Dog Man (1959) - Fiddling Tom Waller
- Wagon Train (1959-1963, serial TV) - John Bouchette / Boone Caulder
- The Rifleman (1959-1962, serial TV) - Reverend Jamison / Able 'Abe' Lincoln / Aaron Wingate / Jonas Epps / Frank Blandon
- The Rebel (ABC-TV, 1959–1961, serial TV) - Ben Crowe / Amos Cooper
- The Adventures of Huckleberry Finn (1960) - Sheriff Harlan
- Cimarron (1960) - Ike Howes (photographer)
- Have Gun Will Travel (1960) - Curley Ashburne
- Tales of Wells Fargo (1960-1962, serial TV) - Robert Mapes / Cole Younger
- Posse from Hell (1961) - Uncle Billy
- King of Kings (1961) - Peter
- A Pair of Boots (1962, serial TV) - Andy
- Mr. Magoo's Christmas Carol (animated TV special) (1962, TV Movie) - Marley's Ghost (voice)
- Rawhide (1962-1965, serial TV) - Sam Wentworth / Mr. Teisner / Jeb Newton / Monty Fox
- The Virginian (1962-1966, serial TV) - Uncle Dell Benton / Daniels / Faraway McPhail / Dan Molder
- Bonanza (NBC-TV, 1962–1967, serial TV) - Matt Jeffers / Hank Penn / Jason Ganther
- The Dakotas (ABC, 1963, serial TV) - Rev. Walter Wyman
- Savage Sam (1963) - Pack Underwood (nemenționat)
- Mr. Novak (NBC-TV, 1963, serial TV) - Mr. Metcalfe
- The Travels of Jaimie McPheeters (ABC-TV, 1964, serial TV) - James Weston
- 7 Faces of Dr. Lao (1964) - Carey
- The Alfred Hitchcock Hour (1964, serial TV) - Mr. Miley
- The Fugitive (1964, serial TV, episode  When the Bough Breaks), as Preacher
- Death Valley Days (1965-1970, serial TV) - Andrew Bonney / Hannibal McCall / Aaron Winters / Henderson Lewelling
- Lost in Space (1966, serial TV, episode: 27, "The Lost Civilization") - Major Domo
- Gunpoint (1966) - Ode
- Daniel Boone (NBC-TV, 1966–1967, serial TV) - John Maddox / Matty Brenner
- The Big Valley (1966-1969, serial TV) - Rufus Morton / Jesse Bleeck / The Vet / Ezra
- Welcome to Hard Times (1967) - John Bear
- The Last Challenge (1967) - Pretty Horse
- Day of the Evil Gun (1968) - Dr. Eli Prather
- If He Hollers, Let Him Go! (1968) - Carl Blair
- Death of a Gunfighter (1969) - Arch Brandt
- The Undefeated (1969) - Maj. Sanders, CSA (one-armed major)
- The Golden Spike (1970, Documentary) - Narrator
- Hawaii Five-O (1970, serial TV) - Hody Linquist
- Run, Simon, Run (1970, TV Movie) - Sheriff Tacksberry
- Machismo: 40 Graves for 40 Guns (1971) - Zach
- Skin Game (1971) - John Brown (abolitionist)
- Chandler (1971) - Sal Sachese (scenes deleted)
- Slingshot (1971)
- The Culpepper Cattle Co. (1972) - Cattle Rustler
- The Great Northfield Minnesota Raid (1972) - Gustavson
- Moon of the Wolf (1972, TV Movie) - Tom Sr.
- Emergency! (1972-1976, serial TV) - Sam / Hallucinating Man
- Howzer (1973) - Nick Murack
- Kung Fu (1973, serial TV) - Henry Skowrin
- Ace Eli and Rodger of the Skies (1973) - Jake
- Messiah of Evil (1973) - Joseph Lang
- Cahill U.S. Marshal (1973) - MacDonald, Hermit who sells Cahill the mule
- Electra Glide in Blue (1973) - Coroner
- Planet of the Apes (1974, serial TV) - Farrow
- Big Bad Mama (1974) - Reverend Johnson
- Adam-12 (1975, serial TV) - Walter Covey
- The Wild Party (1975) - Tex
- Huckleberry Finn (1975, TV Movie) - Mark Twain
- Capone (1975) - Anton J. Cermak
- The Outlaw Josey Wales (1976) - Ten Spot
- Drum (1976) - Zeke Montgomery
- The Killer Inside Me (1976) - Father
- Hughes and Harlow: Angels in Hell (1977) - Will Hays
- Bad Georgia Road (1977) - Arthur Pennyrich
- Quincy, M.E. (1977, serial TV) - Dr. Williams / Holsang
- The One Man Jury (1978) - Bartender
- In Search of Historic Jesus (1979, Documentary) - Prophet #1
- The Last Ride of the Dalton Gang (1979, TV Movie) - Pa Dalton
- Little House on the Prairie (1979-1981, serial TV) - Mr. Hector Webb / Harold
- Take This Job and Shove It (1981) - Beeber
- Hammett (1982) - Pops
- Something Wicked This Way Comes (1983) - Tom Fury
- The Right Stuff (1983) - Minister
- Teachers (1984) - Ditto Stiles
- Cocaine Wars (1985) - Bailey
- Amazing Stories (1986, serial TV) - Elmer Quick / Salvation Army Officer
- Red Headed Stranger (1986) - Larn Claver
- House II: The Second Story (1987) - Gramps
- Date with an Angel (1987) - Treating Doctor in Hospital (nemenționat)
- Once Upon a Texas Train (1988, TV Movie) - Nitro Jones
- Killer Klowns from Outer Space (1988) - Farmer Gene Green
- Ghoulies II (1988) - Uncle Ned
- Spaced Invaders (1990) – Wrenchmuller
- Twin Peaks (1990) - Judge Clinton Sternwood
- Joey Takes a Cab (1991)
- The Dark Half (1993) - Digger Holt (ultimul rol de film)